# Verteidigungsministerium (Namibia)
Das Ministerium für Verteidigung und Veteranenangelegenheiten (MODVA; englisch Ministry of Defence and Veteran Affairs) ist das Verteidigungs- und Veteranenministerium von Namibia. Der Bereich der Veteranenangelegenheiten ist diesem erst seit 2020 zugeordnet.
Zusammen mit Generalmajor Peter Nambundunga, dem Vorsitzenden der Armee (Chief of Defence Force), überwachen diese die verschiedenen Direktorate, zum Beispiel das Direktorat Defence Health Services (Medizinische Abteilung des Militärs). Dem Vorsitzenden der Armee untersteht zudem die Namibian Defence Force mit Heer, Luftwaffe und namibischer Marine.
Aufgabe des Ministeriums ist es das friedliche Zusammenleben der Menschen verschiedener Länder unter Berücksichtigung internationaler Gesetzgebungen zu fördern. Hauptziel ist die regionale Sicherheit durch internationale Zusammenarbeit. Hierbei wird eng mit den Verteidigungsministerien der Nachbarländer kooperiert. Jedoch geht das Ministerium im Grundsatz von einer möglichen regionalen Bedrohungslage aus.
Der Anteil am Staatshaushalt betrug 2008 etwa 3,4 %, stieg im Finanzjahr 2010/11 auf 10,43 %. Im Finanzjahr 2014/2015 stieg der Anteil weiter auf 11,5 % und pendelte sich im Finanzjahr 2018/19 bei etwa 10 % ein.